# 알라메다 데 오수나역
알라메다 데 오수나 역(스페인어: Alameda de Osuna)은 마드리드 지하철 5호선의 시종착역이다. 마드리드 바라하스 구의 알라메다데오수나 지역에서 라 리오하 거리와 코베르타 거리가 만나는 교차로 지하에 자리잡고 있다. 요금구역상으로는 A구역에 속한다.

## 역사
2006년 11월 24일 5호선이 카니예하스 역부터 이곳까지 연장되면서 엘 카프리초 역과 함께 처음 영업에 들어갔다. 널찍한 거리에 맞춰 지어진 역이라서 엘 카프리초 역과 함께 내부공간이 제일 넓은 역으로 꼽힌다. 지하철이 이곳까지 들어온 것은 처음이기 때문에 주변 지역 주민들, 특히 젊은이들이 약속장소로 많이 삼는 곳이기도 하다.
2014년 8월 2일부터는 이곳부터 토레 아리아스 역까지 모든 역의 시설정비 공사를 개시하였다. 특히 카니예하스 차량기지로 향하는 사선 우회로를 재정비하고, 신호기를 최신기술로 바꾸는 작업이 진행됐다. 공사는 2014년 8월 18일에 끝났다.

## 환승 정보
역 주변에 시내버스 정류장이 두 곳 있다.
버스
- 시내버스
  - 112, 115, 151번 노선 (주간)
  - N4번 노선 (야간)

지하철
| 마드리드 지하철 | 마드리드 지하철       | 마드리드 지하철          |
| --------------- | --------------------- | ------------------------ |
| 시·종착역       | 마드리드 지하철 5호선 | 엘 카프리초 카사 데 캄포 |